# تي سي إل
تي سي أل هي اختصار لأداة التحكم باللغة ولكن أصبح الناس يقول لها تي سي أل لتسهيل الكلام تلفظ ككلمة (تكل)أو تلفظ تي سي إل هذه هي لغة برمجية متعددة الاستخدام أنشأها جون أوستورهوت. في الأصل «ولدت من الإحباط» وفقا للمؤلف، مع وضع المبرمجين الخاصة بها (نوعية رديئة) لغات يقصد به أن يكون جزءا لا يتجزأ من داخل التطبيقات التي سي إل حظيت بالقبول من تلقاء نفسها. التي سي إل يستخدم عادة للنماذج السريعة، التطبيقات النصية، وواجهة المستخدم الرسومية والاختبار.تس سي إل يستخدم لمنصات الأنظمة المطمورة، سواء في شكله الكامل أو في إصدارات سمول برينتر أخرى التي سي إل يستخدم أيضا في برمجة المدخل العمومي لأجهزة التوصيل.

## التاريخ
لغة البرمجة للتي سي إل أخترعت في ربيع سنة 1988 من قبل جون أوستورهوت عندما كان يعمل في جامعة كاليفورنيا، بيريكيلي.
في شهر 1 من سنة 1990 : أعلن التي سي أل في جامعة بيريكلي (شتاء مجموعة مستخدمي اليونيكس)
في شهر 6 من سنة 1990:توقع إعلان (صيف مستخدمي يونيكس)
في شهر 1 من سنة 1990 : أول إعلان للتي كي (شتاء مستخدمي يونيكس)
في شهر 6 من سنة 1993 : أول مؤتمر لتي كي وتي سي أل في بيريكلي.
في شهر 9 من سنة 2002: تاسع اجتماع لتي سي أل وتي كي في فانكوفر الإعلان عن نظام التغليف ستاركيت
مقالات تي سي أل عقدت في أمريكا وأوروبا

## ملامح
ملامح التي سي إل تضم:
- جميع العمليات هي اوامر بما في ذلك قواعد اللغة وهي مكتوبة في تدوين البادئة
- الأوامر هي بالعادة مبرمجة
- كل شيء يمكن ان يعمل إعادة تعريف ديناميكية وجاوز
- يمكن التلاعب بجميع أنواع البيانات مثل الآلات الوترية.بما في ذلك الكود
- جميع الاوامر تعرف بالتي سي إل ومن تلقاء نفسها تظهر رسائل خطأ في استخدام غير صحيح
- التي سي إل قابل للمد، بواسطة السي والسي بلص بلص والجافا والتي سي إل
- ترجمة اللغة بواسطة الباي كود
- دعم اليوني كود الكامل (3.1) ,أول ظهور لها في 1999
- برامج مستقلة: وين32، يونيكس، لينوكس، ماك إلى اخره
- اغلاق كامل مع نوافذ واجهة المستخدم الرسومية تي سي

التي سي إل لم تدعم من وجوه المنحى بناء الجملة قبل 8.6 (8.6 تزود ال نظام الاوه أو في جوهر التي سي إل إذا وظائف الاوه أو زودت بواسطة علب الامتداد. حتى الاوه أو المكتوب بنقاء علب.

## أمثلة
- عامل (في أسلوب البرمجة الوظيفية):

```
proc
 
!
 
x
 
{expr
 
{
$x
<
2
?
 
1
:
 
$x
*
[
!
 
[
incr
 
x
 
-
1
]]}}

```

- حساب قائمة من الأرقام

باستعمال الدالة foreach:
```
set
 
nombres
 
{
10
 
9
 
8
 
7
 
6
 
5
 
4
 
3
 
2
 
1
}

set
 
somme
 
0

foreach
 
i
 
$nombres
 
{
 

   
set
 
somme
 
[expr
 
{
$somme
 
+
 
$i
}]

}

```

أو أكثر إحكاما باستخدام الأمر join:
```
set
 
somme
 
[expr
 
[
join
 
$nombres
 
+
]]

```

- استبدال الحروف في جدول باستعمال الأمر string:

```
set
 
sequence
 
"ACGTATTACGGTCCATGAACGAATTGGGATATCGACCATGATGGAATTCTG"

puts
 
[
string
 
map
 
{
GA
 
R
 
TC
 
Y
 
GT
 
K
 
AC
 
M
 
GC
 
S
 
AT
 
W
}
 
$sequence
]

```

- تحميل صفحة HTML:

```
package
 
require
 
http

puts
 
[
http
::
data
 
[
http
::
geturl
 
http:
//
mini.net
/
tcl
/
540
]]

```

- إعطاء الوقت عن طريق الخطاب الصوتي على أندرويد:

```
package
 
require
 
android

set
 
android
 
[
android
 
new
]

set
 
time
 
[
clock
 
format
 
[
clock
 
seconds
]
 
-
format
 
"%I %M %p on %A, %B %e %Y."
]

android
 
speak
 
$time

```

## كلمات محجوزة
```
after
		 
exec
		
list
		
read
		
tm

append
		 
exit
		
llength
		
refchan
		
trace

apply
		 
expr
		
lmap
		
regexp
		
trap

array
		 
fblocked
	
load
		
registry
 
*
	
try

auto_execok
	 
fconfigure
	
lrange
		
regsub
		
unknown

auto_import
	 
fcopy
		
lrepeat
		
rename
		
unload

auto_load
	 
file
		
lreplace
	
return
		
unset

auto_mkindex
	 
fileevent
	
lreverse
	
scan
		
update

auto_mkindex_old
 
filename
	
lsearch
		
seek
		
uplevel

auto_qualify
	 
finally
	
lset
		
set
		
upvar

auto_reset
	 
flush
		
lsort
		
socket
		
variable

bgerror
		 
for
		
mathfunc
	
source
		
vwait

binary
		 
foreach
	
mathop
		
split
		
while

break
		 
format
		
memory
		
string
		
yield

catch
		 
gets
		
msgcat
		
subst
		
yieldto

cd
		 
glob
		
namespace
	
switch
		
zlib

chan
		 
global
		
open
		
tailcall

clock
		 
history
	
package
		
tcl_endOfWord

close
		 
http
		
parray
		
tcl_findLibrary

concat
		 
if
		
pid
		
tcl_startOfNextWord

continue
	 
incr
		
pkg::create
	
tcl_startOfPreviousWord

coroutine
	 
info
		
pkg_mkIndex
	
tcl_wordBreakAfter

dde
 
*
		 
interp
		
platform
	
tcl_wordBreakBefore

dict
		 
join
		
platform::shell
	
tcltest

encoding
	 
lappend
	
proc
		
tclvars

eof
		 
lassign
	
puts
		
tell

error
		 
lindex
		
pwd
		
throw

eval
		 
linsert
	
re_syntax
	
time

```

(*): مخصصة لمنصة ويندوز

## وصلات خارجية
- الموقع الرسمي
- ويكي Tcl
- مكتبة «تي سي إل القياسية